# Coalition pour la défense de la République
Pour les articles homonymes, voir CDR.

Drapeau du CDR.

La Coalition pour la défense de la République et de la démocratie (CDR) fut, de 1992 à 1994, un parti politique rwandais. Elle faisait partie de l'Alliance pour le renforcement de la démocratie (ARD), à laquelle adhéraient également le MRND, le PECO, le PARERWA et le PADER.
Expression la plus intransigeante de la tendance Hutu power, la CDR professait une idéologie ouvertement raciste (non reconnaissance de l'identité rwandaise des Tutsi au motif que ces derniers seraient d'une "race" distincte) et contestait violemment la légitimité des négociations que le gouvernement rwandais menait avec le FPR et qui aboutiront aux accords d'Arusha.
Fondée en mars 1992 par, notamment, Jean Bosco Barayagwiza et Hassan Ngeze, la CDR a été présidée par Martin Buchnyana jusqu'au 22 février 1994, date de son assassinat par des sympathisants du PSD à Butare, en représailles de l'assassinat la veille de Félicien Gatabazi, chef du PSD. Théoneste Nahimana assurera la succession à la tête du parti jusqu'au mois de juillet 1994, date de la victoire militaire du FPR sur les FAR et de la dissolution de facto de cette formation politique.
La milice des Impuzamugambi ("Ceux qui ont le même but" en kinyarwanda), fondée en 1993 et présidée par Stanislas Simbizi, constituait le bras armé de la CDR. Elle a été, avec le mouvement des Interahamwe, l'une des principales formations paramilitaires responsables de la perpétration du génocide des Tutsi du Rwanda en 1994.
La Radio-télévision libre des Mille collines (RTLM) et le journal Kangura, médias emblématiques de la propagande Hutu power la plus virulente, furent les partisans ouverts de la CDR.